# 赫巴芒特 (印第安納州)
赫巴芒特（英語：Herbamount）是位於美國印第安納州摩根縣的一個非建制地區。該地的面積和人口皆未知。